# Acanthascus roeperi
Acanthascus roeperi är en svampdjursart som först beskrevs av Schulze 1887.  Acanthascus roeperi ingår i släktet Acanthascus och familjen Rossellidae. Inga underarter finns listade i Catalogue of Life.